# Ceriana annulata
Ceriana annulata är en tvåvingeart som först beskrevs av Kertesz 1913.  Ceriana annulata ingår i släktet griffelblomflugor, och familjen blomflugor. Inga underarter finns listade i Catalogue of Life.